# Karl Friedrich Gustav Hetzel
Karl Friedrich Gustav Hetzel (* 25. November 1889 in Oettingen in Bayern; † 6. Mai 1966 in Lochham (Gräfelfing)) war ein deutscher Wasserbauingenieur und Hochschullehrer.

## Leben
Er verbrachte die Jugendzeit in Memmingen. 1908 nach dem Abitur in Kempten studierte er bis 1912 Diplom-Bauingenieurwesen an der Technischen Hochschule in München (TH München).
Bis August 1914 war er bei der Bauleitung des Saalachkraftwerkes bei Bad Reichenhall tätig.
Nach dem Heerdienst im Ersten Weltkrieg und kurzer Assistentenzeit am Lehrstuhl für Wasserbau der TH München legte er 1919 die Prüfung als Regierungsbaumeister ab und war danach im Zentralbüro des Innwerkes tätig. 1920 wurde er zum Regierungsbaurat in der Bayerischen Obersten Baubehörde ernannt. Ab Juni 1922 war er Vorstand der Bauleitung des Kachletwerkes bei Passau. Nach erfolgreichem Probebetrieb des Werkes kehrte er im Oktober 1929 in die Oberste Baubehörde zurück.
Zum 1. August 1930 wurde er als Nachfolger von Konrad Pressel auf den Lehrstuhl für Tunnelbau und Baumaschinenkunde der Technischen Hochschule München berufen. Mit der gleichzeitigen Einführung einer Vorlesung über Baubetriebs- und Bauwirtschaftslehre erfolgte eine erhebliche Erweiterung des Aufgabenbereiches. Von 1945 bis 1946 setzte er sich, zusammen mit Hans Döllgast, tatkräftig für den Wiederaufbau der zerstörten Hochschule und die Wiederaufnahme des Lehrbetriebes ein. Mehrmals war er Dekan der Fakultät Bauwesen. Ende 1956 wurde er emeritiert.
Seine Leistungen wurden durch die Verleihung des Bayerischen Verdienstordens gewürdigt.
Die Mitwirkung beim Bau der Stauanlage Jettenbach war eine gute Voraussetzung für die Berufung zum Vorstand der örtlichen Bauleitung des damals größten Flusskraftwerkes in der Donau, dem Kachletwerk bei Passau. In mehreren Veröffentlichungen wurde über diese Anlagen berichtet.